# Kapileswarapuram, Krishna
Kapileswarapuram là một thị trấn thuộc mandal Pamidimukkala, huyện Krishna, bang Andhra Pradesh.